# If I Were Your Woman (album Stephanie Mills)
If I Were Your Woman è un album della cantante statunitense Stephanie Mills, pubblicato il 1º giugno 1987.

## Descrizione
L'album è pubblicato dalla MCA su LP, musicassetta e CD. Dal disco vengono tratti i singoli I Feel Good All Over, (You're Puttin') A Rush on Me, Secret Lady e If I Were Your Woman.

## Tracce

### Lato A
1. I Feel Good All Over
2. If I Were Your Woman
3. (You're Puttin') A Rush on Me
4. Jesse

### Lato B
1. Secret Lady
2. Touch Me Now
3. Running for Your Love
4. Can't Change My Way